# Music and Lyrics
Music and Lyrics ("Tú la letra, yo la música" en España y "Letra y música" en Hispanoamérica) es una comedia romántica estadounidense de 2007 dirigida por Marc Lawrence. Se centra en la relación que se crea entre un antiguo ídolo pop (de la banda ficticia PoP!, inspirada por Wham! y Duran Duran) y una aspirante a escritora mientras componen una canción para una nueva estrella pop.

## Argumento
Alex Fletcher (Hugh Grant) es una ex estrella de pop que está intentando revivir su carrera musical a través de una nueva cantante de éxito, Cora Corman (Haley Bennet), una joven superestrella que le ha pedido que le escriba una canción titulada "A Way Back Into Love". Alex es reacio a volver a componer después de dos décadas, pero su mánager le explica que su carrera habrá terminado si  no lo hace. Durante un intento fallido de componer la canción en colaboración con un letrista "muy moderno, muy atrevido", Alex descubre que la mujer que está regando temporalmente sus plantas, Sophie Fisher (Drew Barrymore), tiene un don para escribir letras. Sophie, una estudiante de escritura creativa que vivió un romance desastroso con su ex profesor de inglés Sloan Cates (Campbell Scott) quien "olvidó" mencionar que tenía una prometida, inicialmente se negó a colaborar en la canción. Alex la convence para que lo ayude usando unas cuantas frases rápidamente elegidas que ella le ha dado como base para una canción. Durante los próximos días, se van haciendo más cercanos mientras componen juntos, para agrado de la hermana mayor de Sophie, Rhonda (Kristen Johnston), que resulta ser una gran fan de Alex.
Cumpliendo a duras penas con la fecha límite que Cora había fijado para la entrega, Alex y Sophie están encantados cuando ella acepta la canción. Sin embargo, en una cena de celebración con el mánager de Alex Chris (Brad Garrett) Sophie se encuentra a Sloan. Ella se enfrenta a él, pero colisiona una vez que está frente a él, y los intentos de Alex de defenderla resultan en una pelea. Tras ese suceso en el apartamento de Alex, Alex y Sophie tienen un encuentro romántico no planeado.
Sophie se horroriza cuando ve que Cora planea grabar una interpretación sexual de "A Way Back into Love", con un ambiente indio que choca con la intención de la letra de la canción. Ella está decidida a convencer a Cora para que cambie de opinión, pero Alex se enfrenta a ella por temor a que Cora pierda el interés. Admite que la versión de Cora es horrible, pero sostiene que la acepta con tal de hacer negocios. Sophie deja a Alex cuando este intenta censurar su talento y por afirmar que Sloan tenía razón sobre su personalidad. 
Sophie, con la intención de comenzar una nueva vida en Florida, asiste a regañadientes a la apertura de la nueva gira de Cora en el Madison Square Garden, en la que Alex y Cora presentaran "Way Back Into Love". Al enterarse de que Alex está cantando una nueva canción "escrita por Alex Fletcher", Sophie se molesta al creer que Alex está robando el crédito de su trabajo; sin embargo, la canción que Alex canta se llama "Don't Write Me Off", una súplica para que Sophie le dé otra oportunidad. Sophie, emocionada, se encuentra con Alex entre bastidores y este confiesa haber convencido a Cora para interpretar la versión original de "A Way Back into Love" en un intento de recuperar a Sophie. 
El final de la película (un homenaje a Pop-Up Video de VH1) revela que la canción se convierte en un éxito para Cora y Alex, la versión cinematográfica de la novela de Sloan fracasa destruyendo su carrera, PoP! se reúne de nuevo, después de lo cual su cantante principal Colin Thompson (quien dejó la banda con algunas de las canciones de Alex para comenzar una carrera en solitario) termina operándose su cadera después de años de baile, y Alex y Sophie se convierten en socios exitosos, con cinco nuevos éxitos pop más.

## Reparto
| Actor            | Personaje                    |
| ---------------- | ---------------------------- |
| Hugh Grant       | Alex Fletcher                |
| Drew Barrymore   | Sophie Fisher                |
| Brad Garret      | Chris Riley, manager de Alex |
| Kristen Johnston | Rhonda, hermana de Sophie    |
| Haley Bennett    | Cora Corman                  |
| Campbell Scott   | Sloan Cates                  |
| Scott Porter     | Colin Thompson               |
| Matthew Morrison | Ray, manager de Cora         |
| Zak Orth         | David Newbert                |
| Aasif Mandvi     | Khan                         |
| Jason Antoon     | Greg Antonsky                |
| Adam Grupper     | Gary, cuñado de Sophie       |

## Acogida

### Críticas
La película recibió críticas generalmente positivas. En Rotten Tomatoes la película tiene una calificación de 62%, basada en 172 comentarios, con una calificación promedio de 6/10. El consenso crítico de la página dice: "Music & Lyrics es una comedia romántica ligera y agradable que tiene éxito debido al considerable encanto de sus co-protagonistas. Los segmentos de música con Hugh Grant valen la pena el precio de la entrada". En Metacritic la película tiene una puntuación de 59 sobre 100, basada en 30 críticos, lo que indica "críticas mixtas o promedio".
A.O. Scott de The New York Times dijo sobre la película "el tipo de producción moderna de Hollywood que no aspira a nada más que a la dispensación competente de diversión suave y emoción fácil. El escritor y director, Marc Lawrence ... muestra algo de imaginación mientras parodia los estilos de música-video de varias épocas, y se hay un poco de novedad en la realización de la pareja central de socios creativos de la película, así como los amantes potenciales ... El Sr. Grant está en su mejor momento cuando permite que un duro destello de narcisismo se asoma a través de su coquetería fácil, algo que hizo en About a Boy y American Dreamz. No hay suficiente de eso aquí, ni suficiente de la bucleidad anárquica que la Sra. Barrymore trajo a papeles junto a Adam Sandler en The Wedding Singer y 50 First Dates".
Mick LaSalle, del San Francisco Chronicle, observó: "El escritor y director Marc Lawrence hace una gran variedad de comedia romántica que no le gusta a todo el mundo - Miss Congeniality, Two Weeks Notice, Forces of Nature - pero lo hace bien. Además, Music and Lyrics tiene virtudes de las que sus predecesores carecen. Las escenas se reproducen más tiempo que en la mayoría de las películas, y las conversaciones tienen la oportunidad de evolucionar. Además, debido a que gran parte de la película coloca a los protagonistas en habitaciones juntas, trabajando durante largos períodos, hay un número inusual de escenas de dos personas, dando a los actores la oportunidad de mostrar su encanto, trabajar unos con otros y desarrollar los matices de interacción ... La visión de Lawrence sobre el éxito de la música pop es exactamente correcta, satírica sin ser absurda, y por lo tanto un premio que vale la pena el esfuerzo".
Todd McCarthy de Variety dijo: "Comedia en la estructura y la ejecución, este romance es muy corriente ... ofrece pocas sorpresas. Pero sus actuaciones son agradables y ...  podría ser la comedia romántica del Día de San Valentín de Warner Bros. El escritor y director Marc Lawrence ... hace que todo sea tres veces más obvio de lo que tiene que ser; como director, necesita editarse mejor como escritor... Pero hay energía aquí, y los actores se alimentan de ella".
Peter Bradshaw de The Guardian calificó la película con dos estrellas de cinco, llamándola una "romcom muy moderada" y añadiendo: "Grant y Barrymore hacen una pareja extraña razonable, y ambos tienen encanto, pero esto nunca cobra vida".
Philip French de The Observer dijo: "Grant tiene buenas línea ocasionalmente (o al menos hace que algunas de ellas parezcan divertidas), pero la película cojea como alguien tratando de bailar claqué en aletas".Music and Lyrics. Romance Films. The Guardian (en inglés)

### Taquilla
La película se estrenó el 9 de febrero de 2007 en el Reino Unido e Irlanda y se clasificó número 1 en la taquilla, recaudando 1,93 millones de libras esterlinas en su primer fin de semana. Fue lanzada en 2.955 pantallas en los Estados Unidos y Canadá el 14 de febrero y recaudó $13,623,630 en su fin de semana de estreno, posicionándose cuarta en taquilla detrás de Ghost Rider, Bridge to Terabithia, y Norbit. Finalmente recaudó $50,572,589 en los Estados Unidos y Canadá y $95,323,833 en mercados extranjeros para una taquilla mundial total de $145,896,422.

## Banda sonora
| N.º | Título | Duración |  |
| 1.  | «Pop! Goes My Heart» (Autor: Andrew Wyatt Instrumentos: Andrew Wyatt. Vocales: Hugh Grant, Andrew Wyatt)                                               | 3:15     |  |
| 2.  | «Buddha's Delight (studio)» (Vocales: Haley Bennett Coros: Lucy Woodward)                                                                              | 2:47     |  |
| 3.  | «Meaningless Kiss» (Autor:Adam Schlesinger Sax: Jack Bashkow Coros: Martin Fry)                                                                        | 3:49     |  |
| 4.  | «Entering Bootytown» (Autor: Andrew Wyatt Instrumentos: Andrew Wyatt Vocales: Haley Bennett)                                                           | 3:24     |  |
| 5.  | «A Way Back Into Love (Demo Mix)» (Autor: Adam Schlesinger Instrumentos: Adam Schlesinger Vocales: Drew Barrymore, Hugh Grant)                         | 4:12     |  |
| 6.  | «Tony the Beat» | 3:10     |  |
| 7.  | «Dance With Me Tonight» (Autor: Clyde Lawrence Intro: Clyde Lawrence Vocales: Hugh Grant, Andrew Wyatt Sax: Sam Albright)                              | 3:00     |  |
| 8.  | «Slam» (Autor: Andrew Wyatt Vocales: Haley Bennett Coros: Andrew Wyatt)                                                                                |          |  |
| 9.  | «Don't Write Me Off» (Autor: Adam Schlesinger Piano: Adam Schlesinger)                                                                                 | 2:30     |  |
| 10. | «Way Back Into Love» (Autor: Adam Schlesinger Instrumentos: Adam Schlesinger Vocales: Hugh Grant y Haley Bennett Coros: Britta Phillips y Kelly Jones) | 4:37     |  |
| 11. | «Different Sound» (Autor: Teddybears Vocales: Malte Holmberg)                                                                                          | 3:23     |  |
| 12. | «Love Autopsy (studio)» (Autor: Marc Lawrence Piano: Michael Rafter Vocales: Hugh Grant)                                                               |          |  |